# Sad!
"Sad!" (cách điệu là "SAD!") là một bài hát bởi rapper người Mỹ XXXTentacion từ album phòng thu thứ hai của anh, ? (2018). Nó đã phát hành dưới đĩa đơn chính từ album vào ngày 2 tháng 3 năm 2018. Bài hát được sản xuất bởi John Cunningham, và được sáng tác bởi XXXTentacion. Đây là bài hát có vị trí cao nhất của XXXTentacion ở Hoa Kỳ, vị trí số 1 trên Billboard Hot 100.
Video âm nhạc của bài hát đã được phát hành vào ngày 28 tháng 6, trên kênh YouTube của anh. và hiện tại anh đã mất cách đây khoảng 1 năm

## Bảng xếp hạng
| Bảng xếp hạng (2018)                            | Vị trí cao nhất |
| ----------------------------------------------- | --------------- |
| Úc (ARIA)                                       | 4               |
| Áo (Ö3 Austria Top 40)                          | 5               |
| Bỉ (Ultratop 50 Flanders)                       | 15              |
| Bỉ (Ultratop 50 Wallonia)                       | 20              |
| Canada (Canadian Hot 100)                       | 2               |
| Cộng hòa Séc (Singles Digitál Top 100)          | 1               |
| Đan Mạch (Tracklisten)                          | 2               |
| Phần Lan (Suomen virallinen lista)              | 12              |
| Pháp (SNEP)                                     | 8               |
| Trường songid là BẮT BUỘC CHO BẢNG XẾP HẠNG ĐỨC | 12              |
| Hungary (Single Top 40)                         | 34              |
| Hungary (Stream Top 40)                         | 2               |
| Ireland (IRMA)                                  | 8               |
| Ý (FIMI)                                        | 17              |
| Hà Lan (Dutch Top 40)                           | 16              |
| Hà Lan (Single Top 100)                         | 3               |
| New Zealand (Recorded Music NZ)                 | 3               |
| Na Uy (VG-lista)                                | 6               |
| Bồ Đào Nha (AFP)                                | 1               |
| Scotland (OCC)                                  | 31              |
| Slovakia (Singles Digitál Top 100)              | 1               |
| Tây Ban Nha (PROMUSICAE)                        | 45              |
| Thụy Điển (Sverigetopplistan)                   | 3               |
| Thụy Sĩ (Schweizer Hitparade)                   | 4               |
| Anh Quốc (OCC)                                  | 5               |
| Anh Quốc Indie (OCC)                            | 1               |
| Hoa Kỳ Billboard Hot 100                        | 1               |
| Hoa Kỳ Hot R&B/Hip-Hop Songs (Billboard)        | 1               |
| Hoa Kỳ Rhythmic (Billboard)                     | 24              |

## Chứng nhận
| Quốc gia | Chứng nhận  | Số đơn vị/doanh số chứng nhận |
| --- | ----------- | ----------------------------- |
| Úc (ARIA) | 2× Platinum | 140.000‡                      |
| Bỉ (BEA) | Gold        | 20.000‡                       |
| Brasil (Pro-Música Brasil) | Gold        | 20,000‡                       |
| Canada (Music Canada) | 3× Platinum | 0‡                            |
| Đan Mạch (IFPI Đan Mạch) | Gold        | 45.000‡                       |
| Pháp (SNEP) | Gold        | 100.000‡                      |
| Ý (FIMI) | Platinum    | 50.000‡                       |
| New Zealand (RMNZ) | Platinum    | 30.000‡                       |
| Tây Ban Nha (PROMUSICAE) | Gold        | 20.000‡                       |
| Anh Quốc (BPI) | Gold        | 400.000‡                      |
| Hoa Kỳ (RIAA) | 2× Platinum | 2.000.000‡                    |
| * Chứng nhận dựa theo doanh số tiêu thụ. ^ Chứng nhận dựa theo doanh số nhập hàng. ‡ Chứng nhận dựa theo doanh số tiêu thụ và phát trực tuyến. |             |                               |